# Cmentarz Kbelski
Cmentarz Kbelski (cz. Kbelský hřbitov) – cmentarz położony w stolicy Czech w dzielnicy Praga 9 (Kbely) przy ulicy Semilskiej.

## Historia
Jest to jeden z najmłodszych cmentarzy Pragi, został założony w 1948, pierwszy pogrzeb odbył się tu rok później. Użytkowana jest tylko część cmentarza, teren położony na północy i zachodzie nie pełni jeszcze funkcji grzebalnych. W południowo-wschodniej części do muru przylega kolumbarium i ogród pamięci. Powierzchnia cmentarza wynosi około 2 hektarów. 